# Stavěšice
Stavěšice (in tedesco Stawieschitz) è un comune della Repubblica Ceca facente parte del distretto di Hodonín, in Moravia Meridionale.